# Brossat

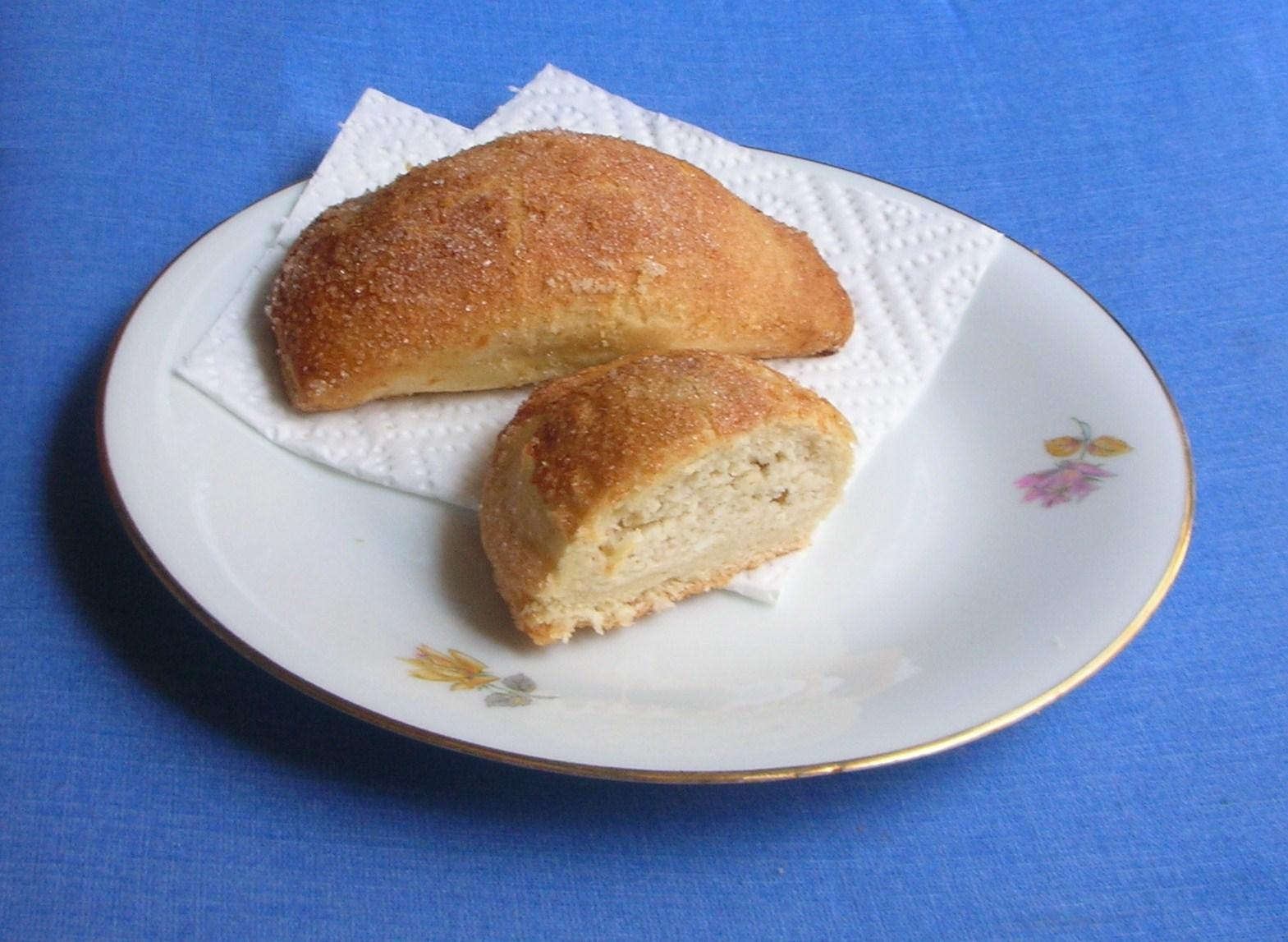
Flaones de Morella rellenos de brossat.

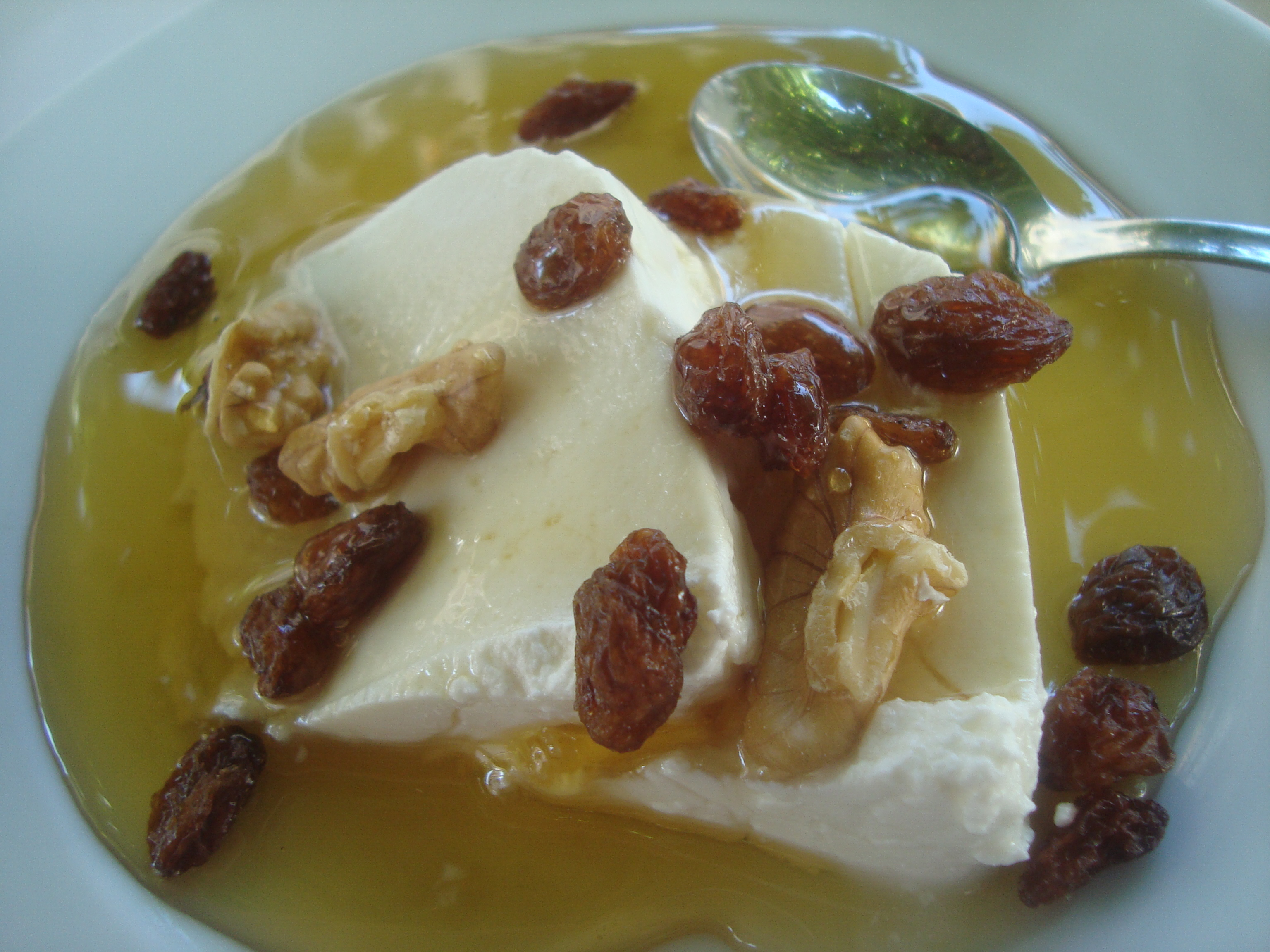
Brull amb mel, panses i anous.

El brossat, o brull («requesón») en algunas zonas, es un queso fresco que se elabora con el suero de leche resultante de la obtención otros quesos como el mató, el queso fresco o el queso maduro de oveja o cabra. Es un requesón típico de Andorra, Cataluña y otras comunidades autónomas de España.
Se obtiene calentando el suero hasta temperaturas casi de ebullición (nunca llega a hervir), momento en que las proteínas insolubles de la leche y otras partículas que estas arrastrarán se precipitan y pueden ser recogidas en forma de flóculos blancos en la superficie del suero. No se prensa, no se sala ni se somete a maduración. Se le da forma con moldes o trapos.
Es un queso con poca grasa (alrededor del 10 %) y que contiene mucha proteína.

## Etimología

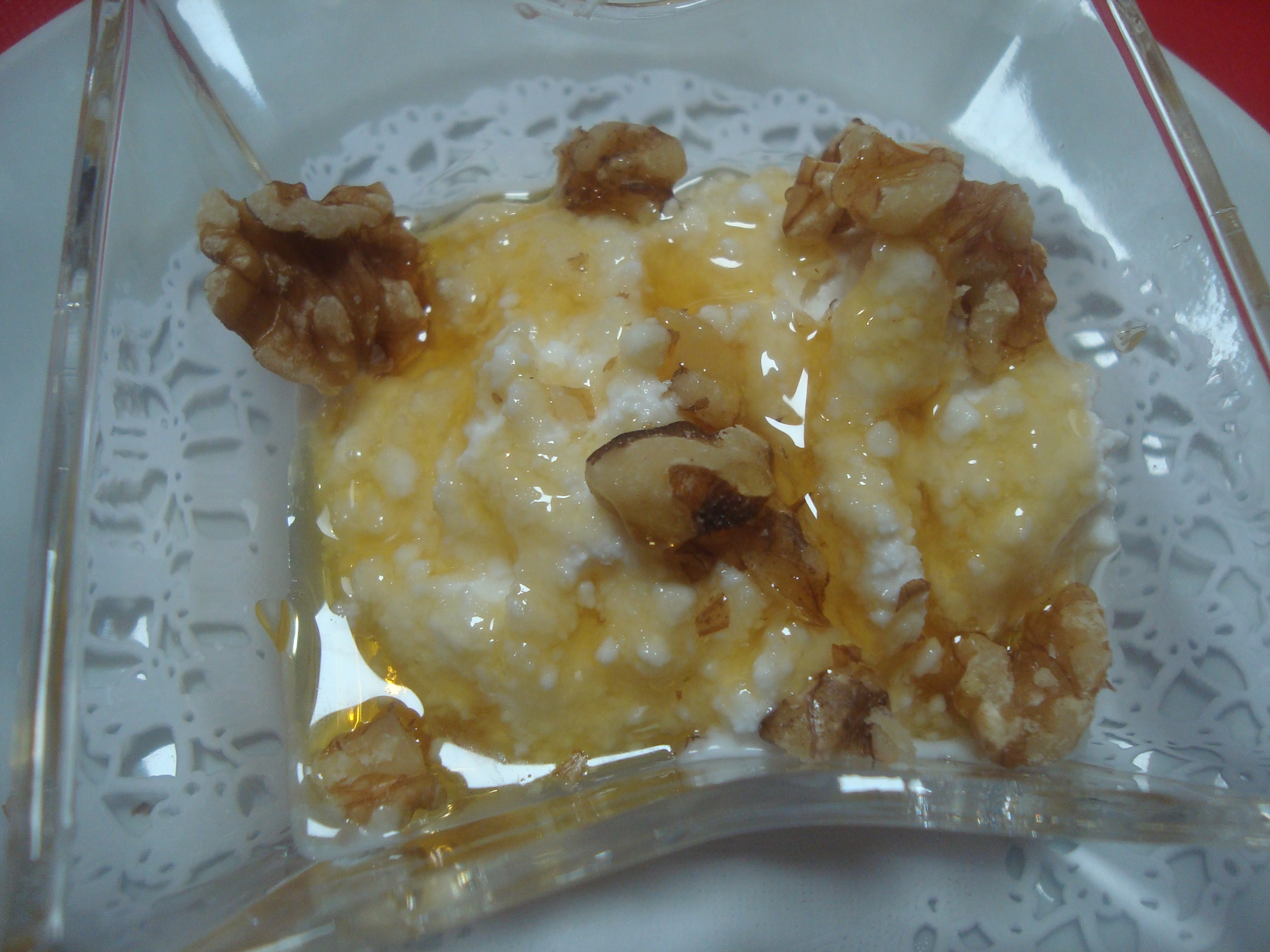
Brull amb mel.

Este producto se llama brossat en los Pirineos, Menorca y Mallorca. Se conoce y comercializa como brull, en las estribaciones montañosas de los Puertos de Tortosa-Beceite, al sur de las tierras del Ebro y en el Alto Maestrazgo. El brull se utiliza para rellenar los flaones de Morella.

## Preparación
El suero que se aprovechaba cuando se elaboraban los quesos en las casas de campo, se ponía a calentar hasta que prácticamente hervía y, entonces, brotaba (de ahí «requesón») por la parte superior del suero una masa blanca estriada y brossada (de ahí «requesón») que se recogía, se dejaba escurrir y, una vez frío, se consumía de inmediato.
Este era un producto muy valorado y el alimento proteico más utilizado por los pastores, ya que los quesos se guardaban de provisión.

## Variantes
Se elaboran variedades similares del brossat en otros países del Mediterráneo occidental, por ejemplo en Occitania se conoce como brousse, en Aveyron le llaman recuite, en Córcega se llama brocciu, y en Italia se llama ricotta. También en Suiza elaboran el sérac o en Rumanía el urdă.
En la zona dels Ports de Morella, y sur del Parc Natural dels Ports, se realizan dulces tipicos (pastissets o flaons) rellenos de brull mezclado usualmente con almendras.